# Pentax K-7
Pentax K-7 — дзеркальный цифровий фотоапарат компанії Pentax, оснащений 14,6 мегапіксельною CMOS-матрицею. Анонсовано 20 травня 2009 року.

## Особливості
Pentax K-7 є наступником Pentax K20D, оголошеного у січні 2008. K-7 має таке саме розділення сенсору, як і його попередник, але має значно розширений набір функцій у зменшеному корпусі. Нові функції включають: 
- Запис відео високої чіткості (30 кадрів в секунду при HDTV розділенні 1280 × 720)
- Зменшений порівняно K20D і один із найменших у класі [2] [3] корпус із магнієвого сплаву
- 3-дюймовий РК-монітор із VGA розділенням (640x480)
- Видошукач із 100% полем охоплення
- Оновлений сенсор із 4-канальним зчитуванням
- Новий затвор з мінімальною вітримкою у 1/8000 секунди
- Швидкість безперервної зйомки до 5.2 кадрів у секунду
- 77-зоний датчик експозиції
- Новий модуль автофокусування
- Лампа підсвітки автофокусування
- Оновлена система видалення пилу
- HDMI вихід
- Створення складеного зображення із високим динамічним діапазоном із трьох знімків із різною експозицією
- Автоматична корекція горизонту
- Новий екран видошукача
- Визначення обличчя в режимі Live View
- Оновлений механізм зниження трясіння
- Корпус К-7 важить на 55 г (7,5%) менше порівняно з K20D
- Дуже тихий затвор [4]

Початкова рекомендована ціна — £1,199.99 у Великій Британії та $1,299.95 у США.
- Корпус

Шасі камери виготовлено з нержавіючої сталі, а сам корпус з магнієвого сплаву. Завдяки 77 ущільнювачам, корпус К-7 захищений від пилу і вологи. Також гарантується працездатність на холоді, при морозі до -10 градусів. Новий затвор здатний відпрацьовувати витримки в 1/8000 секунди, а його гарантований ресурс дорівнює 100.000 спрацьовувань. Pentax K-7 є однією з найкомпактніших камер в своєму класі.
- видошукач

У камері застосована скляна пентапризма з практично 100% полем зору і збільшенням у х0,92. Для ручного фокусування зручний новий фокусувальний екран Natural-Bright-Matte III.
- серійна зйомка

К-7 здатний вести безперервну серійну зйомку зі швидкістю 5,2 к/с в серії до 40 кадрів (в JPG).
- матриця

У камері встановлена недавно розроблена CMOS матриця, розміри якої становлять 23,4 х15, 6мм. Матриця має чотирма канали зчитування. Новий DR (DustRemove) II очищає матрицю від пилу за допомогою ультразвуку.
- процесор

Розроблено новий процесор PRIME (PENTAX Real Image Engine) II, що має вищу ніж у попередника швидкість обробки даних.
- експозамір

В К-7 застосовано новий 77-зонний експозамір, що збільшує точність відпрацювання експозиції.
- стабілізатор

Збільшено ефективність стабілізатора SR (ShakeReduction) і за запевненнями виробника він здатний боротися зі струсом від 2,5 до 4 ступенів експозиції.
- Live View

В К-7 використовується нова система Live View. Тепер камера здатна визначити особи в кадрі, а здійснювати високошвидкісну серійну зйомку, контрастне автофокусування.
- HD відео

З'явилася можливість здійснювати відеозйомку з високою якістю (1280х720) зі швидкістю 30 к/с. Камера обладнана HDMI роз'ємом, а також входом для зовнішнього мікрофона.
- автофокус

У камері використовується 11 точок фокусування, 9 з яких поперечного типу. Нова система покращує швидкість і надійність фокусування порівняно із попередніми моделями Pentax.
- Екран

Екран 3" з роздільною здатністю в 920.000 пікселів має кути огляду в 170 градусів, як по вертикалі, так і по горизонталі.
- Акумулятор

В К-7 використовується літій-іонний акумулятор, на одному заряді якого можна зробити до 980 кадрів без спалаху.
Інші особливості:
- Функція розширення динамічного діапазону (HDR)
- Цифровий рівнемір для запобігання нахилу горизонту
- Автоматична компенсація оптичних спотворень і хроматичної абберації (доступна тільки з DA і DFA лінзами)
- Функція мультиекспонування та накладення один на одного вже відзнятих кадрів
- Запис у зображення службової інформації, що підтверджує авторські права
- Кнопка для миттєвого перемикання в RAW
- 16 цифрових фільтрів

## Виноски
1. 1 2  Richard Butler (20 травня 2009). Pentax K-7 Hands-on Preview. DPReview. Архів оригіналу за 15 лютого 2012. Процитовано 20 травня 2009.
2. ↑  Порівняння корпусу Pentax K7, Canon 50D, Nikon D300, Olympus E-30[недоступне посилання з червня 2019]
3. ↑  Порівняння корпусу Pentax K7, Canon 450D, Nikon D80, Pentax K20D, Pentax K100D, FujiFilm S5pro. Архів оригіналу за 27 травня 2009. Процитовано 24 травня 2009.
4. ↑  Mike Johnston (20 травня 2009). New Pentax Flagship, the K-7 (an early user review). Архів оригіналу за 29 червня 2013. Процитовано 20 травня 2009.